# Keria Ibrahim
Keria Ibrahim (en guèze : ኬርያ ኢብራሂም), née le 22 mars 1973 à Asmara, est une femme politique éthiopienne. 
Elle préside la Chambre de la Fédération de 2018 jusqu'à sa démission le 9 juin 2020. Elle devient par la suite cheffe de la fonction publique de la région du Tigré et administratrice en chef de la zone Sud-Est (en). Keria Ibrahim est l'une des neuf membres du Comité central du Front de libération du peuple du Tigré (FPLT) et responsable des affaires féminines de la région''.

## Biographie

### Jeunesse
Keria Ibrahim naît à Asmara le 22 mars 1973 et grandit à Wukro, dans la province du Tigré'. Elle grandit dans une famille de la classe moyenne qui gagne sa vie grâce aux revenus tirés de l'exploitation d'un petit kiosque. Bien qu'elle ne réussisse pas réussi l'école secondaire, elle devient experte en agriculture et progresse vers son rêve en obtenant un Bachelor of Arts en économie et une maîtrise en anthropologie environnementale'.

### Carrière politique
À partir de 1988, Keria Ibrahim exerce à différents niveaux de pouvoir dans la région du Tigré, du niveau du district à celui de la région. Elle est l'une des rares femmes dirigeantes du Front de libération du peuple du Tigré (FPLT). Elle occupe le poste de présidente de la Chambre de la Fédération (HoF) du 6 mai 2018 jusqu'à sa démission le 9 juin 2020'.

#### Démission
En mars 2020, la Chambre de la Fédération reporte les élections générales prévues pour le 29 août 2020 à une date indéterminée en raison de la pandémie de COVID-19. À la suite de cela, le 9 juin 2020, Keria Ibrahim accuse le gouvernement du Premier ministre Abiy Ahmed d'avoir porté atteinte à la souveraineté du pays et démissionne de son poste de présidente de la Chambre des représentants. Elle déclare que la Constitution a été violée, qu'un "gouvernement dictatorial" est en train de se former, et qu'elle ne peut accepter une "erreur historique"'.

#### Mandat d'arrêt et détention
Le 13 novembre 2020, au début de la guerre du Tigré, la Commission fédérale de police éthiopienne émet un mandat d'arrêt contre Keria Ibrahim et 64 autres hauts responsables du FPLT. Selon la Commission, elle et ses camarades ont commis une trahison et se sont rendus responsables de violations des droits de l'Homme et de corruption'. Le 1er décembre 2020, les autorités fédérales déclarent que Keria Ibrahim s’est rendue aux forces de sécurité fédérales à Mekele, la capitale de la région du Tigré. Le 16 janvier 2021, elle comparaît devant le tribunal'.
Le 11 mars 2021, Keria Ibrahim est libérée sous caution. Le parquet ne trouve aucune preuve suffisante pour détenir les suspects pendant l'enquête et demande au tribunal de lui accorder une libération sous caution''. Mais elle est placée en détention provisoire jusqu'à ce que des investigations complémentaires soient menées.
Le 27 mai 2021, selon Al Ain Amharic, Keria Ibrahim se présente à nouveau au tribunal après avoir témoigné. Elle signe un accord pour témoigner contre 42 membres du FPLT. C'est également l'une des raisons qui permettent sa libération sous caution. Cependant, elle indique plus tard qu'elle ne témoignerait pas, et que cet accord a été obtenu sous la contrainte. À la suite de cela, elle est de nouveau présentée au tribunal.

#### Sortie de prison
Le 30 mars 2023, Keria Ibrahim et tous les dirigeants civils et militaires du Front de libération du peuple du Tigré sont libérés de prison. Cette libération serait le fruit d'un accord de paix entre le gouvernement éthiopien et le FPLT, un parti politique armé régional.